# Himenópteros sociais
Diversas linhagens de insetos da ordem Hymenoptera desenvolveram estratégias reprodutivas que englobaram diferentes formas de organização social. Em suma, o cuidado parental foi evolutivamente resultando em agregados comunais (isto é, envolvendo mais indivíduos da mesma espécie à época da postura dos ovos), de modo que a sofisticação das divisões de tarefas nestes agregados foram gradualmente se tornando mais sofisticadas, desde os menos complexos (nas espécies de vespas e abelhas subsociais que nidificam num mesmo entorno, que protegem contra predadores e parasitas) até aquelas espécies de himenópteros eusociais que constróem colônias mais complexas, tais como as de vespas, abelhas e formigas caracterizadas pela divisão reprodutiva de funções na colônia .
Sendo o modo predominante de determinação sexual em Hymenoptera cromossômico (diz-se, por haplodiploidia), este torna-se um aspecto intrínseco nesta ordem de insetos em que os indivíduos irmão tendem a ser altamente aparentados (isto é, as irmãs apresentam 3/4 ou 75% de parentesco, ao invés de 50%, de como seria na nossa espécie; muitos irmão são geneticamente idênticos). Esta característica de grande proximidade genética dentro de descendentes de uma mesma "ninhada" ou comunidade local leva ao fato de que a proteção comunitária (ou fraternal) dos demais e de sua prole reflete-se diretamente na defesa da própria herança genética. Tecnicamente, este fenômeno biológico de "altruísmo" dos insetos himenópteros sociais foi visto como uma controvérsia à teoria de Darwin de luta individual por sobrevivência do organismo mais forte, tendo sido mais tarde explicado em grande parte pela teoria de Seleção por Parentesco, compreendida como uma força evolutiva determinando o desenvolvimento dos diferentes graus de organização social nestes animais.
Tecnicamente, as diferentes formas de organização social dos insetos himenópteros podem ser classificadas como subsociais, sociais e eusociais. Os principais fatores determinantes das formas de organização em insetos resumem-se em: (i) cuidado parental extendido, (ii) sobreposição de gerações, (iii) a especialização reprodutiva e funcional das divisões de tarefas , de forma que aquelas organizações sociais que incluem todos os três fatores representados encaixam-se no espectro da eusocialidade. Alguns autores ainda reconhecem como uma subcategoria mais avançada do himenópteros eussociais a dos superorganismos (ou unicolonialismo), em que as diferentes colônias integram-se funcionalmente cooperando entre si, eliminando a competição do nível individual, uma vez que as operárias tornam-se estéreis. 
Uma interpretação inicial dos diferentes graus de organização social dos insetos himenópteros baseia-se em observar-se a capacidade do indivíduo de conseguir sobreviver sozinho: nas diversas espécies subsociais, ainda é possível às fêmeas procriarem isoladas na natureza, mesmo que o sucesso de sobrevivência da prole fique limitado por predadores e parasitas; no entanto, no caso dos himenópteros eusociais, tais como as formigas e abelhas de mel, evidentemente os indivíduos não conseguem sobreviver por mais que poucos dias nem completarem seus ciclos de vida isolados, uma vez que dependem vitalmente da estruturação social e das demais castas ativas. Em uma analogia, visto que seres humanos conseguem sobreviver e fechar seus ciclos de vida isolados ou em pequenos agregados na natureza, entende-se que nossas sociedades não se incluem no espectro biológico da eusocialidade, sendo menos integradas do que as dos insetos eusociais.
Em Hymenoptera, a maioria das linhagens entendidas como mais basais de vespas-da-madeira e afins, reunidas informalmente na divisão "Symphyta", apenas efetuavam a postura dos ovos sobre a vegetação, não restando nas imediações ou suprindo a prole com alguma garantia de fontes de alimento ou estruturas de proteção. Mas algumas espécies apresentam primórdios de cuidado parental, por exemplo ao inocular um fungo no local da postura dos ovos (que facilitaria a digestão da madeira) ou macerando uma câmara para as larvas se desenvolverem. Mais notavelmente, o comportamento subsocial surge nas linhagens de vespas da subordem Apocrita, começa a se fazer presente naquelas vespas que contróem abrigos para a prole e aprovisionam a cela criada com alimento suficiente para o desenvolvimento larval. Algumas linhagens de vespas que constrôem tais abrigos passaram a nidificar em uma mesma área, aproximando de uma comunidade de defesa conjunta da prole. Finalmente, temos os casos de ninhos tais como os vespeiros , as colmeias e os formigueiros, que são as sociedades mais complexas destes insetos.